# Goners
Goners — серия комиксов, которую в 2014—2015 годах издавала компания Image Comics.

## Синопсис
Действие происходит в мире, где смертное сосуществует с мифическим. Семья Латимер на протяжении веков защищает людей от паранормального. Однако всё меняется.

## История создания
Семан выбрал художником Корону, когда тот оканчивал SCAD. Сценарист подмечал, что «лучшее в Goners то, что каждый [персонаж] в любой момент может умереть». В плане художественной части на создателей повлияли комикс Rocketeer и мультсериал «Бэтмен». В сценарном плане на Семана влияли фильм «Балбесы» и роман «Оно».

### Выпуски
| № | Дата выхода     | Оценка на Comic Book Roundup    | Предполагаемый объём продаж (первый месяц) |
| - | --------------- | ------------------------------- | ------------------------------------------ |
| 1 | 22 октября 2014 | 7,3 из 10 на основе 18 рецензий | 12 496, позиция в Северной Америке — 202   |
| 2 | 19 ноября 2014  | 7,7 из 10 на основе 11 рецензий | 6 145, позиция в Северной Америке — 264    |
| 3 | 17 декабря 2014 | 8,4 из 10 на основе 8 рецензий  | н/д                                        |
| 4 | 21 января 2015  | 8,4 из 10 на основе 8 рецензий  | н/д                                        |
| 5 | 18 февраля 2015 | 7,8 из 10 на основе 4 рецензий  | н/д                                        |
| 6 | 25 марта 2015   | 8,4 из 10 на основе 6 рецензий  | н/д                                        |

### Сборники
| Название                 | Тип            | Дата выхода    | Собранный материал | Кол-во страниц | ISBN                       | Предполагаемый объём продаж (первый месяц) |
| ------------------------ | -------------- | -------------- | ------------------ | -------------- | -------------------------- | ------------------------------------------ |
| Vol. 1: We All Fall Down | Мягкая обложка | 29 апреля 2015 | Goners #1-6        | 168            | 978-1632152831, 1632152835 | 1 420, позиция в Северной Америке — 97     |

## Отзывы
На сайте Comic Book Roundup серия имеет оценку 8 из 10 на основе 55 рецензий. Дуг Завиша из Comic Book Resources писал, что «первый выпуск представляет собой остросюжетный триллер, повествующий о мире, в котором господствовала магия». Рецензируя третий выпуск, он похвалил художников. Грегг Кацман из Comic Vine дал дебюту 4 звезды из 5 и также остался доволен их работой. Джордан Ричардс из AIPT посчитал, что «Goners #1 — неплохое начало для новой серии».